# María Ascensión Romero
María Ascensión Romero Antón (Tudela, 27 maggio 1960) è una insegnante e catechista spagnola, che è subentrata nell’équipe internazionale del Cammino Neocatecumenale al posto dell’iniziatrice Carmen Hernández, morta il 19 luglio 2016. L’attuale équipe internazionale responsabile è attualmente costituita da Kiko Argüello, padre Mario Pezzi e María Ascensión Romero.

## Biografia

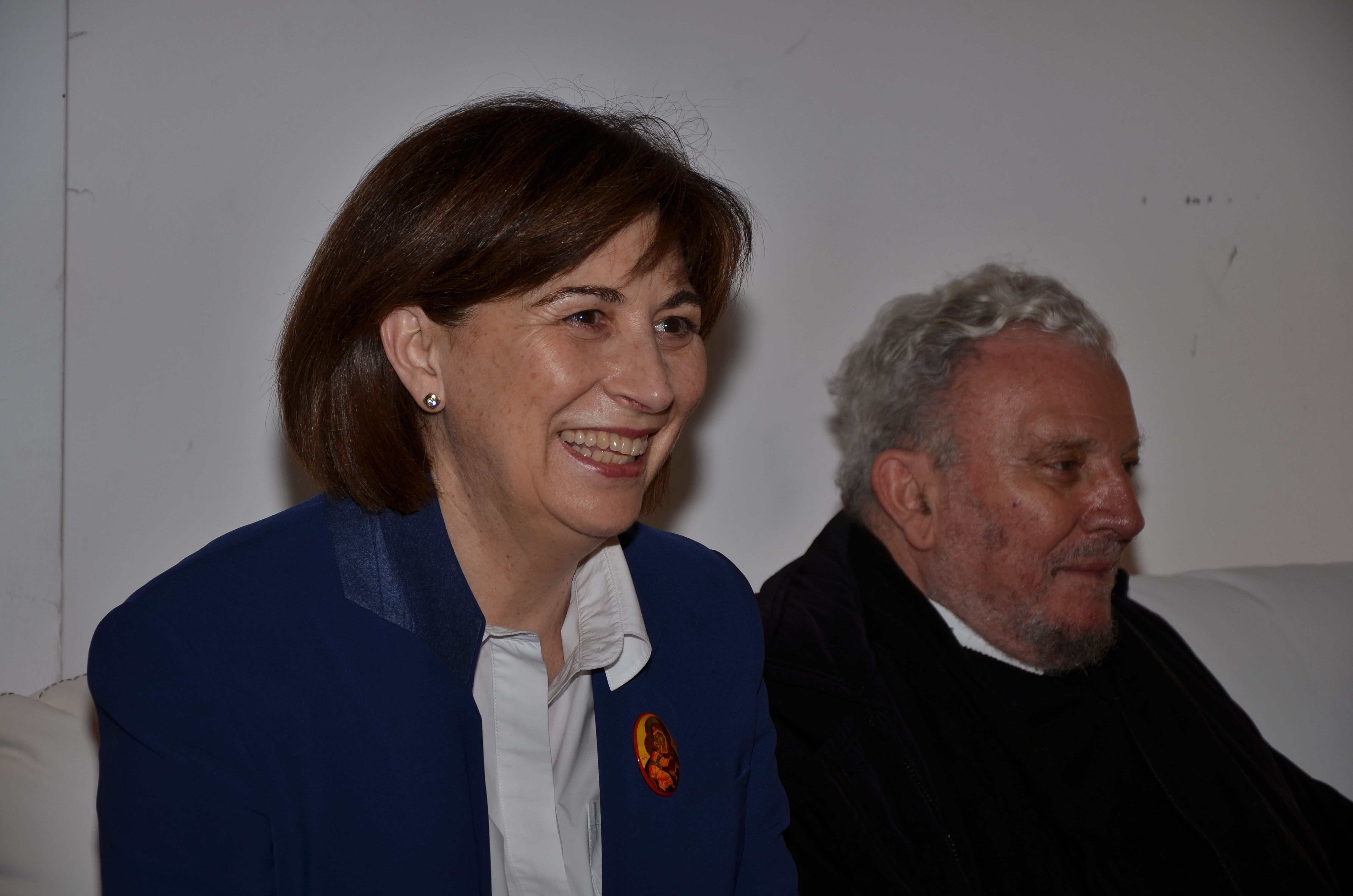
María Ascensión Romero Antón, nuovo membro dell'équipe internazionale del Cammino Neocatecumenale, con Kiko Arguello a Bari

Terza di quattro fratelli, studiò al Collegio della Compagnia di María (la stessa scuola in cui si formò Carmen Hernández). In seguito si trasferì a Soria per gli studi universitari e lì, all’età di 19 anni, fu invitata dall'amica Rosa Maria Sevillano in parrocchia dove ascoltò le catechesi del Cammino Neocatecumenale.
Al termine del percorso universitario ritornò a Tudela e qui entrò nella prima comunità neocatecumenale nella parrocchia di San Giorgio. Nel 1983, ultimati gli studi universitari, si trasferì a Madrid per lavorare come insegnante in varie scuole della capitale. Ebbe la possibilità di frequentare l’itinerario di formazione del Cammino Neocatecumenale in una comunità della capitale spagnola. Nel 2002 concluse l’itinerario neocatecumenale e a Madrid nella Cattedrale dell'Almudena, nella Veglia pasquale, alla presenza dell’Arcivescovo di Madrid, il cardinale Antonio María Rouco Varela, rinnovò solennemente le promesse battesimali. Sin dal 1987 iniziò a frequentare le convivenze degli itineranti e, nell’agosto 1989, sentì la chiamata vocazionale per l’evangelizzazione in occasione della Giornata mondiale della gioventù (GMG) a Santiago di Compostela, con papa Giovanni Paolo II. Nel 1992 fu inviata da Kiko e Carmen come itinerante nell’ex Unione Sovietica, dove rimase per 25 anni, dei quali nove in Kazakistan e dodici a San Pietroburgo nella parrocchia del Sacro Cuore di Gesù.
La nomina a responsabile dell'équipe internazionale del Cammino Neocatecumenale è avvenuta, a febbraio del 2018, durante l’incontro con gli itineranti dei cinque continenti nel centro di Porto San Giorgio, su richiesta del Dicastero per i Laici, la Famiglia e la Vita in base a quanto stabilito dagli Statuti che regolano il Cammino - approvati nel 2008 dalla Santa Sede - che prevedono, nell’articolo 35, la presenza nella équipe responsabile di «una donna nubile». Si tratta di una scelta ad experimentum, quindi non definitiva.
Il 5 maggio 2018, a Roma, in Tor Vergata, María Ascensión Romero insieme a Kiko e a padre Pezzi, ha incontrato papa Francesco in occasione della celebrazione del cinquantesimo anniversario della nascita delle comunità del Cammino neocatecumenale nella capitale e in tutta Italia.